# 趙興郡
趙興郡（ちょうこう-ぐん）は、中国にかつてあった郡。現在の甘粛省慶陽市一帯に設置された。
441年（太平真君2年）、北魏により趙興郡が設置され、定安県・独楽県・陽周県の3県を管轄した。468年（皇興2年）、趙興郡は華州（487年に班州、489年に豳州、553年に寧州と改称）に属した。583年（開皇3年）、隋により廃止された。
| 定安県 |   |
| 陽周県 |   |
| 独楽県 | - |
| 趙安県 | - |
| 高望県 | - |